# Johannes Vilhelm Jensen

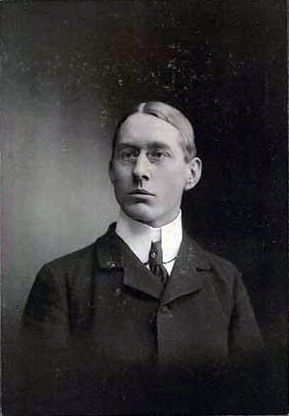
Johannes Vilhelm Jensen (1902)

Johannes Vilhelm Jensen (20. ledna 1873, Farsø, Dánsko – 25. listopadu 1950, Kodaň) byl dánský spisovatel, nositel Nobelovy ceny za literaturu za rok 1944. Bývá považován za jednu z ústředních postav dánské literatury 20. století. Jedna z jeho sester, Thit Jensenová, byla také známá spisovatelka.

## Život
Jensen se narodil roku 1873 jako druhý syn zvěrolékaře v malé vesnici v Himmerlandu v severním Jutsku. Do jedenácti let byl vzděláván svou matkou, poté navštěvoval střední školu ve Viborgu a od roku 1893 studoval lékařství na universitě v Kodani. Již během studia si pod pseudonymem Ivar Lykke přivydělával sepisováním komerčních detektivních románů na pokračování. Prosadil se až románem Dánové (1896) napsaným v duchu dekadentního novoromantického sebezpytování.
Jensen studia na univerzitě nedokončil. Roku 1896 odjel do USA a od roku 1898 se plně věnoval literatuře a žurnalistice. Své první tvůrčí období uzavřel historickým románem Králův pád (1900–1901) o králi Kristiánovi II., který je dnes považován za jedno z jeho nejlepších děl.
Jako novinář procestoval Jensen celou Evropu, Egypt a Palestinu a roku 1903 navštívil znovu USA. Po této cestě definitivně uvěřil v technický pokrok a v moderní civilizaci a stal se propagátorem sociálního darwinismu. V letech 1912–1913 navštívil Jensen Dálný východ a v letech opět 1925–1926 Severní Ameriku. Během této doby pracoval na svém vrcholném díle, šestidílném románovém cyklu Dlouhá cesta (1908–1922), ve kterém popsal vývoj severských národů od doby ledové do 15. století. V tomto cyklu Jensen vytvořil nevědecký a poněkud naivní mýtus o tom, že sever Evropy je kolébkou evropské kultury. Umělecky je to však dílo silné a z tohoto hlediska sklidilo zasloužený úspěch.
Po obsazení Dánska německou armádou roku 1940 vyjadřoval Jensen dosti kritické názory na fašismus a antisemitismus. Když mu byla roku 1944 udělena Nobelova cena za literaturu za "ojedinělou intenzitu a produktivitu jeho básnické imaginace ve spojení s bohatým intelektem a odvážným, novátorským uměním stylu (citace z odůvodnění Švédské akademie), žádné slavnostní předávání ceny se kvůli válce ve Stockholmu nekonalo. Druhá světová válka byla rovněž hlavní příčinou toho, že předtím nebyla cena po čtyři roky udělena.
Jensen zemřel roku 1950 v Kodani.

## Dílo
- Danskere (1896, Dánové) a Einar Elkjær (1898), romány napsané v duchu dekadentního novoromantického sebezpytování, ve kterých Jensen popsal atmosféru tehdejší Kodaně.
- Himmerlandsfolk (1898, Lidé z Himmerlandu), první svazek příběhů z autorova rodného kraje.
- Intermezzo (1899), novely,
- Kongens Fald (1900–1901, Králův pád), historický román z počátku 16. století o neúspěšných snahách dánském, norském a švédském králi Kristiánovi II., který byl posledním panovníkem tzv. kalmarské unie a který po svém sesazení zemřel v internaci.
- Den gotiske renæssance (1901, Gotická renesance), sebrané autorovy články, ve kterých se Jensen programově rozešel s dekadentním egocentrickým pesimismem.
- Nye Himmerlandshistorier (1904, Nové povídky z Himmerlandu), druhý svazek příběhů z autorova rodného kraje.
- Skovene (1904, Lesy), epos,
- Madame d'Ora (1904) a Hjulet (1905, Kolo), romány napsané pod vlivem autorova pobytu v USA.
- Digte (1906, Básně), sbírka dříve napsaných básní, která se stala přímou inspirací dánského modernismu.
- Singaporenoveller (1907, Singapurské novely) a Eksotiske noveller (1907–1915, Exotické povídky), sbírky povídek inspirovaných zejména autorovým pobytem na Dálném východě.
- Myter (1907–1944, Mýty), jedenáct svazků esejí, črt a dalších drobnějších prozaických útvarů s nejrůznějšími náměty z cest, přírody atp.
- Den lange rejse (1908–1922, Dlouhá cesta), vrcholné autorovo dílo, šestidílný románový cyklus, ve kterém Jensen popsal vývoj severských národů od doby ledové do 15. století a vyjádřil v něm svůj názor, že nordická rasa, jako nejdokonalejší část lidstva, je kolébkou evropské kultury. Zároveň v něm popsal svou tezi vycházející ze sociálního darwinismu, že vývoj lidstva se odehrává v boji s přírodou. Cyklus se skládá z těchto částí (seřazeno chronologicky podle doby děje, nikoliv podle doby vzniku):
  - Den tabte land (1919, Ztracená země), první část cyklu s podtitulem Člověk před dobou ledovou se odehrává v mytické době poblíž obrovské sopky a líčí vynález ohně.
  - Bræen (1908, Ledovec), v druhé části s podtitulem Mýty o ledové době a prvním člověku se vyděděnec se svou ženou stává otcem nordické rasy, objeví znovu oheň a založí civilizaci.
  - Norne Gæst (1919), ve třetí části cyklu vynalézá severský génius povozy a lodě poháněné vesly nebo plachtami.
  - Cimbrernes tog (1922, Tažení Cimbrů), čtvrtá část popisuje tažení severského kmene Cimbrů proti Římu,
  - Skibet (1912, Loď), pátá část líčí výboje Vikingů,
  - Christofer Columbus (1922, Kryštof Kolumbus), šestá závěrečná část popisuje objevení Ameriky. Ve shodě se svým názorem o výjimečnosti nordické rasy, došel Jensen v této části svého cyklu k názoru, že Kryštof Kolumbus byl původem Seveřan.
- Himmerlandshistorier (1910, Povídky z Himmerlandu), třetí svazek příběhů z autorova rodného kraje (všechny tři svazky patří mezi vrchol jutské regionální literatury).
- Introduktion til vor tidsalder (1915, Úvod k našemu věku), eseje,
- Olivia Marianne (1915), novely,
- Æstetik og udviking (1923, Estetika a vývoj), eseje,
- Evolution og moral (1925, Evoluce a morálka), esejistická kniha, ve které se Jensen snažil pomocí biologické argumentace vyložit svůj názor z románového cyklu Dlouhá cesta, že nordická rasa je nejdokonalejší částí lidstva.
- Jørgine (1926), román líčící příběh oklamané venkovské dívky, která se stává sebeobětující se matkou.
- Dr. Renaults fristelser (1935, Pokušení doktora Renaulta), román,
- Gudrun (1936), román,
- Vor oprindelse (1941, Náš původ), eseje,
- Kvinnen i sagatiden (1942, Žena z dob ság), eseje.

## České překlady
- Intermezzo: Tři novelly, Jan Otto, Praha 1913, přeložil Hanuš Hackenschmied,
- Králův pád, Fr. Topič, Praha 1917, přeložil Viktor Šuman,
- Lesy, Svátek, Praha 1918, přeložil Hanuš Hackenschmied,
- Olivia Marianne, Veraikon, Praha 1919, přeložil Emil Walter,
- Kolo, Alois Hynek, Praha 1920, přeložil Emil Walter,
- Madame D'Ora, Alois Hynek, Praha 1921, přeložil Hanuš Hackenschmied,
- Dlouhá cesta I. - Ztracená země, B. M. Klika a Družstevní práce, Praha 1922, přeložila Milada Krausová-Lesná, znovu 1929.
- Exotické novelly, Fr. Topič, Praha 1914, přeložil Gustav Pallas, znovu 1924.
- Dlouhá cesta II. - Ledovec, L. Bradáč, Praha 1916, přeložil Emil Walter, znovu 1919 a B. M. Klika a Družstevní práce, Praha 1929.
- Dlouhá cesta III. - Norne-Gaest, Družstevní práce a B. M. Klika, Praha 1930, přeložila Milada Krausová-Lesná,
- Dlouhá cesta IV. - Loď, B. M. Klika a Družstevní práce, Praha 1930, přeložila Milada Krausová-Lesná,
- Dlouhá cesta V. - Kryštof Kolumbus, B. M. Klika, Praha 1930, přeložila Milada Krausová-Lesná,
- Dlouhá cesta VI. - Taření Cimbrů, B. M. Klika a Družstevní práce, Praha 1931, přeložil Emil Walter.